# George Friedman

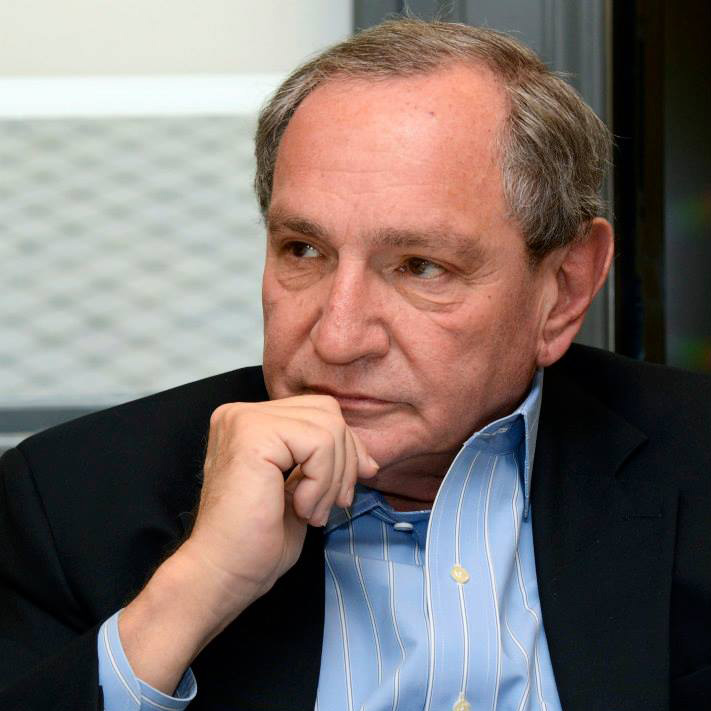
George Friedman

George Friedman (Boedapest, 1 februari 1949), geboren als Friedman György, is een in Hongarije geboren Amerikaanse geopolitieke voorspeller en strateeg voor internationale aangelegenheden. Hij is de oprichter en voorzitter van Geopolitical Futures, een online publicatie die het verloop van mondiale gebeurtenissen analyseert en voorspelt. Eerder was hij voorzitter van de voorganger daarvan Stratfor, een particuliere uitgeverij- en adviesbureau dat hij in 1996 oprichtte. In 2009 kreeg hij grote bekendheid door zijn wereldpolitieke toekomstvisie die hij schetste in zijn boek The Next 100 Years - A Forecast for the 21st Century, waardoor hij ook wel vergeleken is met auteurs als Francis Fukuyama en Samuel Huntington.

## Biografie
Friedman werd geboren in Boedapest, Hongarije uit joodse ouders die de Holocaust hadden overleefd. Zijn familie ontvluchtte in 1956 het land bij de Hongaarse opstand tegen het communistische regime. Na een verblijf in een asielzoekerskamp in Oostenrijk emigreerde hij naar de Verenigde Staten. Hij behaalde zijn bachelor aan het City College of New York, waar hij afstudeerde in politieke wetenschappen, en doctoraal bestuurskunde aan de Cornell University.
Voor de Amerikaanse overheid adviseerde Friedman geregeld hoge commandanten van de strijdkrachten en diverse militaire instellingen. In 1996 richtte Friedman de think tank Stratfor op en werd hij de CEO en Chief Intelligence Officer van dit bedrijf, dat was gevestigd in Austin, Texas.
In zijn boek The Next 100 Years - A Forecast for the 21st Century stelde hij vast dat de Verenigde Staten in de Eerste Wereldoorlog een dominante positie in de wereld hadden verworven, die in de Tweede Wereldoorlog alleen maar sterker was geworden, terwijl de West-Europese landen die na een periode van ruim 500 jaar definitief begonnen te verliezen. Hij voorspelde dat de Verenigde Staten die machtspositie in de 21e eeuw zullen behouden. Sinds het uiteenvallen van de Sovjetunie in 1990 speelde Europa geen centrale rol meer in de wereld. In dit in 2009 verschenen boek voorspelt hij zelfs een "militaire ineenstorting" van Rusland "na 2020" en voorziet hij een groeiende rol van staten als Polen, Turkije en Mexico. Ook verwacht hij een economische crisis die de Verenigde Staten echter te boven zullen komen en in de loop van de eeuw zelfs de mogelijkheid van een nieuwe wereldoorlog.
Een aantal boeken schreef hij in samenwerking met zijn echtgenote Meredith Friedman (geboren LeBard). Zijn boek The Next 100 Years - A Forecast for the 21st Century droeg hij aan haar op.

## Publicaties (selectie)
- The Coming War With Japan (1992)
- The Future of War- Power, Technology and American World Dominance in the Twenty-First Century (1996)
- The Intelligence Edge - How to Profit in the Information Age (1998)
- America's Secret War - Inside the Hidden Worldwide Struggle Between the United States and its Enemies  (2004, 2005)
- The Next 100 Years - A Forecast for the 21st Century (2009) (Nederlandse vertaling: De wereld in 2100 - voorspellingen voor de komende 100 jaar)
- The Next Decade: What the World Will Look Like (2011)
- Flashpoints: The Emerging Crisis in Europe (2016)
- The Storm Before the Calm - America's Discord, the Coming Crisis of the 2020s, and the Triumph Beyond (2020)